# 지나 주둔군
지나 주둔군(일본어: 支那駐屯軍 시나 추토군[*])은 1901년 5월 31일부터 1937년 8월 31일까지 있었던 일본 제국 육군의 군이었다. 이 부대는 중화민국이 생기기 전에는 청나라 주둔군 (清国駐屯軍), 그리고 텐진에 본부를 두고 있었기에 톈진군(天津軍 덴신군[*])이라고도 불렀다.

## 역사
1900년 6월 20일에 일어난 의화단 운동을 진압하기 위해 톈진으로 청나라 임시파견대(清国臨時派遣隊)를 보냈지만 운동이 심화되자, 제5사단을 중심으로 한 증파대가 추가되었고, 이후 열강 연합군으로서 운동을 제압하고 베이징을 점령하였다. 10월, 제5사단 예하 1개 혼성여단을 청나라 주둔대로 편성하고, 나머지는 동원해제하기 시작하여 이듬해 1901년 5월에 청나라 임시파견대가 동원해제하였다. 신축조약에 따라 5월 31일에 청나라 주둔군이 창설되었다.
1912년 4월 26일, 청나라의 멸망에 따라 지나 주둔군으로 개명하였다.
1936년 4월 18일, 일본과 중국과의 관계가 악화되자, 주둔군 전체 보병 10개 중대를 강화하여 지나 주둔보병여단을 창설하였다. 사령관직은 5월 1일에 친보직이 되었다.
1937년 7월 7일, 지나 주둔군이 루거우차오 사건을 일으켜 중일 전쟁으로 증폭하였다. 사건 발발 직후, 조선군의 제20사단과 관동군의 독립혼성 제1, 11여단을, 7월 27일에는 혼슈의 제5, 6, 10사단을 전속받았다. 8월 31일 제1군으로 개편되었다. 직할부대는 지나 주둔혼성여단으로 개편되었다.
제1군은 제2군과 함께 북지나 방면군에 예속되었다.

## 편성 (1937년)
- 지나 주둔 보병여단 - 베이핑|, 가와베 마사카즈 소장
  - 지나 주둔 보병 제1연대 - 베이핑, 무다구치 렌야 대좌
  - 지나 주둔 보병 제2연대 - 톈진, 가야시마 다카시 대좌
- 지나 주둔 포병연대 - 톈진
- 지나 주둔 전차대 - 후쿠다 미네오 소좌
- 지나 주둔 기병대 - 노구치 긴이치 소좌
- 지나 주둔 공병대
- 지나 주둔 통신대
- 지나 주둔 헌병대: 아카베 쇼지 중좌
- 지나 주둔 창고

## 계보
- 1901년 5월 31일 (메이지 34년), 清国駐屯軍→청나라 주둔군
- 1912년 4월 26일 (메이지 45년), 支那駐屯軍→지나 주둔군

## 참고
1. ↑  Sophie Lee (1996). 《Education in Wartime Beijing 1937–1945》 (영어). Ann Arbor, Michigan: 미시건 대학. 42쪽.
2. ↑  昭和11年軍令陸第2号「支那駐屯軍司令官の親補に関する件」

- (일본어) “支那駐屯軍”. 2006년 7월 18일에 원본 문서에서 보존된 문서. 2018년 7월 3일에 확인함.
- Dorn, Frank (1974). 《The Sino-Japanese War, 1937–41: From Marco Polo Bridge to Pearl Harbor》 (영어). MacMillan. ISBN 0-02-532200-1.
- Madej, Victor (1981). 《Japanese Armed Forces Order of Battle, 1937–1945》 (영어). Game Publishing Company. ASIN B000L4CYWW.